# Есен в Ню Йорк
„Есен в Ню Йорк“ (на английски: Autumn in New York) е американски игрален филм (драма, романтичен) от 2000 г. на режисьорката Джоан Чен, по сценарий на Алисън Бърнет. Оператор е Гу Чануей. Музиката във филма е композирана от Габриел Яред. Филмът излиза на екран от 11 август 2000 г.

## „Есен в Ню Йорк“ в България
През 2015 г. bTV излъчва филма с български дублаж за телевизията. Дублажът е от студио Медиа Линк. Екипът се състои от:
| Преводач            | Пламен Узунов                                                         |
| Режисьор на дублажа | Михаела Минева                                                        |
| Тонрежисьор         | Александър Тодоров                                                    |
| Озвучаващи артисти  | Гергана Стоянова Яница Митева Васил Бинев Иван Велчев Светломир Радев |